# 耶律天德
耶律天德（？—948年），字苾扇，为辽太宗第三子，宫人萧氏所生。
耶律天德猛悍矫捷。940年，奉诏出使后晋。943年，他说后晋皇帝石重贵对契丹国称孙不称臣，请父亲耶律德光南下伐晋。946年十一月，在望都率领五千骑兵断后晋的粮道，使十万晋军缺食投降，攻下晋都开封府，灭后晋。947年，在回军途中，耶律德光病卒，他护送灵柩到上京。948年，他和姑父萧翰一起谋反辽世宗，事情败露被囚，之后参与刘哥、盆都的谋反，因此耶律天德被杀。    

## 传記資料
- 《遼史》皇子表